# Широкий Яр (Новосибірська область)
Широкий Яр (рос. Широкий Яр) — селище у Мошковському районі Новосибірської області Російської Федерації.
Входить до складу муніципального утворення Широкоярська сільрада. Населення становить 830 осіб (2010).

## Історія
Згідно із законом від 2 червня 2004 року органом місцевого самоврядування є Широкоярська сільрада.

## Населення
| 2002 | 2007  | 2010 |
| ---- | ----- | ---- |
| 984  | ↗1040 | ↘830 |